# Roger de Leybourne
Sir Roger de Leybourne (1215-1271) est un soldat anglais, propriétaire foncier et serviteur royal pendant la seconde guerre des Barons. Proche du futur roi Édouard III, Il est gouverneur des Cinq-Ports en 1264 et lieutenant du duché d'Aquitaine de 1269 à 1270. 

## Biographie
Roger est le fils cadet d'un autre Roger de Leybourne qui appartient au baronnage anglo-normand, et de sa première épouse, Eleanor, fille et héritière de Stephen de Thornham. Son père rejoint les rebelles au début de la première Guerre des Barons en 1215. Il est capturé en novembre lors du siège du château de Rochester et doit payer 250 marks pour sa libération. À sa mort peu avant 1251, son fils aîné William lui succède, héritant les revenus de sept seigneuries dans le Kent et l'Oxfordshire mais aussi de lourdes dettes qu'Henri III finit par annuler en 1253. 
Roger est remarqué pour la première fois en 1252, lorsqu'il tue d'un coup de lance Arnulf de Munteny, l'un des chevaliers de la maison du roi, lors d'un tournoi de joute, se vengeant d'une blessure infligée par Arnulf lors d'un tournoi précédent. Pour expier son crime, il prend la croix et est gracié par le roi Henri III. 
En 1253, il reçoit les terres de Roger Connell dans le Kent, comté dans lequel il s'efforcera jusqu'à sa mort d'agrandir ses possessions. En 1257, il sert dans l'armée du futur Édouard Ier lors de sa campagne au pays de Galles ; il s'intègre dans un groupe influent de ses partisans. Il rejoint Édouard pendant l'automne 1259 quand celui-ci s'allie à Simon de Montfort, et est nommé gouverneur du château de Bristol en novembre. Il est encore aux côtés d'Édouard lorsqu'en 1260 il tente de prendre Londres avec Richard de Clare, comte de Gloucester.  
Gracié quand Henri III renoue des relations avec Édouard, celui-ci lui accorde le manoir d'Elham, dans le Kent. En 1262 cependant, la concession est dénoncée comme illégale, et le manoir doit être rendu, le Haut Shériff du Kent recevant l'ordre de saisir 1 820 £ de biens sur les terres de Leybourne : celui-ci s'y soustrait en déplaçant ses meubles et stocks. 
En 1263, il est de ceux qui arrêtent Pierre d'Aigueblanche, évêque de Hereford, et prennent Hereford, Gloucester et Bristol avant de revenir vers le sud pour assaillir le château de Windsor. Leur jonction avec Simon de Montfort marque le début de la seconde guerre des Barons. Leurs troupes traversent le Kent, attaquant les Cinq-Ports. Dès lors, Leybourne devient un fidèle serviteur du roi et revient rapidement en grâce. En septembre 1263, il est nommé Lord-intendant de la Maison royale, gouverneur du Kent, du Surrey et du Sussex. En décembre, il prend les charges de gouverneur des Cinq-Ports et de Haut shérif du Kent. En octobre 1263, il est de ceux qui scellent l'accord entre Henri III et Louis IX ; il voyage avec le roi en France à la fin de l'année. 
Pendant la seconde moitié du conflit avec Simon de Montfort, Leybourne combat à la bataille de Northampton et est grièvement blessé alors qu'il participe à la défense de Rochester Castle assiégé. Il combat à la bataille de Lewes. 
En décembre 1264, il reçoit un sauf-conduit pour rencontrer le roi, puis, en mai 1265 il s'entretient avec Édouard pour l'aider à organiser sa fuite du château de Kenilworth le 28.  
Il combat à la bataille d'Evesham, où il sauve la vie du futur souverain anglais. Il devient alors le principal lieutenant d'Édouard. En août 1265 il est nommé gouverneur de Westmorland et en octobre du château de Carlisle. Nommé simultanément Haut-shérif de Cumberland, il affronte en novembre les rebelles dans le Kent et en janvier 1266 il reprend Sandwich et les autres places-fortes des Cinq-Ports, commandant au nom d'Édouard. Avec lui, il assiège et prend Winchelsea, combattant les rebelles de l'autre côté de la Tamise en mai.  
Il est fait chevalier en septembre et devient membre du conseil du roi et gouverneur du château de Nottingham. 
Au cours de cette période, le roi le récompense par de grandes étendues de terres, notamment le village de Leeds dans le Kent où il construit plus tard un château, des régions du Kent, de Cumberland et du Westmorland. Il entreprend un second pèlerinage en 1269 et est récompensé d'un don de 1000 marks du légat du pape Ottobono de' Fieschi, futur pape Adrien V. Plutôt que d'aller en Terre sainte, il se rend en Gascogne où il est nommé lieutenant du roi d'Angleterre le 29 novembre 1269, possiblement dans le but de recruter des hommes pour la croisade. Il y séjourne assez longtemps pour que la ville de Libourne reçoive son nom, mais rentre chez lui en décembre 1270, mourant avant le 7 novembre 1271. 

## Sources
- LB Larking, 'On the heart-shrine in Leybourne church', Archaeologia Cantiana V (1863), p. 133-192 & pedigree.
- LB Larking, 'On the heart-shrine in Leybourne Church, and the family of de Leybourne', Archaeologia Cantiana VII (1868), p. 329-41.